# Domingo Urrutia Vivanco
Domingo Urrutia Vivanco (Parral, 1791-30 de enero de 1888) fue un militar y político chileno. Era hijo de Juan Urrutia, uno de los fundadores de la ciudad de Parral, y Francisca Vivanco. Casado con Javiera Flores Riquelme, pariente de Bernardo O'Higgins, por el lado materno.

## Biografía
Comenzó a combatir en 1811, participando de escaramuzas militares contra el general realista Antonio Pareja. Se incorporó como Teniente de Infantería (1813) a la milicia patriota. Se batió contra españoles en Los Quilos, Tres Montes, Quechereguas y Rancagua, como ayudante de Bernardo O'Higgins.
Más tarde, a las órdenes de Ramón Freire, combatió en Cumpeo, atravesó la cordillera por el Paso del Planchón y en 1817 contribuyó a la victoria de Chacabuco. Recibió la orden de perseguir a los realistas al sur, a los que atacó en Linares y Parral. Se retiró del ejército con el grado de coronel en 1835.
Posteriormente fue intendente del departamento de Cauquenes.
En la revolución de 1851 se sumaría al ejército liberal:

Simpatizante del bando pipiolo, cuando estalló la revolución de 1851 con José María de la Cruz, se plegó contra el régimen conservador y atacó Parral, luego se retiró a Concepción tras un largo tiroteo. Posteriormente combate en Monte Urra. En la ciudad de Loncomilla, declara la derrota y decepcionado no volvió a tomar parte en contiendas liberales.
 "Anales de la República: textos constitucionales de Chile y registros de los ciudadanos que han integrado los Poderes Ejecutivo y Legislativo, desde 1810", Luis Valencia Aravia, Editorial Andrés Bello, 1986, 2ª Edición.

## Actividades políticas
- Diputado representante de Constitución y Cauquenes en la Convención Preparatoria (1822-1823).